# إليزابيث شارلوته من بالاتينات (ناخبة براندنبورغ)
إليزابيث شارلوت من بالاتينات (19 نوفمبر 1597 - 26 أبريل 1660)؛ كانت ناخبة براندنبورغ ودوقة بروسيا القرينة بصفتها زوجة غيورغ فيلهلم ووالدة فريدرش فيلهلم "الناخب العظيم"، وكذلك هي جدة فريدرش الأول الذي أصبح أول ملوك بروسيا.

## السيرة الذاتية
كانت إليزابيث شارلوت ابنة فريدرش الرابع ناخب بالاتينات وزوجته لويز يوليانا فان أوراني-ناساو ابنة فيليم الصامت أمير أورانيا وحاكم المقاطعات السبعة عشر، في حين اشتهر شقيقها الأكبر فريدرش بلقب ناخب بالاتينات و"ملك الشتاء" في بوهيميا.
في عام 1616 تزوجت إليزابيث شارلوت من غيورغ فيلهلم وأنجبت منه أربعة أطفال، تم ترتيب هذا الزواج لتوحيد بين سلالتين بروتستانتية، وفي عام 1618 تسبب خلع شقيقها من عرش بوهيميا إلى اندلاع حرب الثلاثين عامًا، تم وصف زوجها بأنه متناقض وسلبي، ولكن شارلوت وفرت الحماية لأخوتها بحيث ضمنت وقوف براندنبورغ ضد النمسا في شؤون بوهيميا والإمبراطورية الرومانية المقدسة، وفي البلاط فضلت الحزب البروتستانتي ضد الحزب الموالي للنمسا، ولقد أثرت على ابنها للتعاطف مع القضية البروتستانتية، الذي أصبح لديه مودة كبيرة لوالدته، وكان أقرب مما هو شائعًا في ذلك العصر، وأمضت سنواتها الأخيرة في كروسين حيث توفيت هُناك، ودفنت في سرداب آل هوهنتسولرن بكاتدرائية برلين.

## الذرية
أنجبت لزوجها غيورغ فيلهلم ناخب براندنبورغ ودوق بروسيا أربعة أبناء:-
- لويز شارلوت (1617–1676)؛ تزوجت من جاكوب كيتلر دوق كورلاند، لهم ذرية.
- فريدرخ فيلهلم ناخب براندنبورغ ودوق بروسيا (1620–1688)؛ "الناخب العظيم"، تزوجت مرتين، له ذرية بما في ذلك فريدرش الأول ملك في بروسيا.
- هيدفيج صوفيا (1623-1683)؛ تزوج فيلهلم السادس لاندغراف هسن-كاسل، لهم ذرية.
- يوهان سيغيسموند (توفي. 1624).